# Комсомольский (Вельский район)
Комсомо́льский — посёлок на севере России, в Вельском районе Архангельской области, к северо-западу от Вельска. Является административным центром Верхнешоношского сельского поселения (1611 жителей).

## Инфраструктура
В Комсомольском до 2010 года были железнодорожная станция Шоноша (Комсомольский) на линии Юра — Тёгрозеро и депо с большим количеством старых вагонов.
Есть леспромхоз, несколько магазинов, школа (ныне закрыта), детский сад, дом культуры, спортзал, фельдшерский пункт, едут автобусы в Вельск.
Железнодорожный мост через реку Шоноша.

## История
Первые участки Шоношской железной дороги были открыты в довоенное время, скорее всего в середине 1930-х годов. Известно, что к 1941 году уже существовал посёлок Комсомольский, который впоследствии стал центром Шоношского леспромхоза.
Примерно до 1998 года существовала Шоношская узкоколейная железная дорога по направлению прямо в северо-восток, но потом была полностью разобрана.
В 2005 году из-за безденежья рейсы на станции Юра и Тёгрозеро отменены, однако, возможно, их могут восстановить.
В 2011 году на базе реконструируемой больницы в посёлке планируется открытие государственного учреждения «Комсомольский специальный дом-интернат» на 60 мест.

## Население
| 2002 | 2010 | 2012  | 2014 |
| ---- | ---- | ----- | ---- |
| 1140 | ↘660 | ↗1010 | ↘949 |